# Kwangmyong

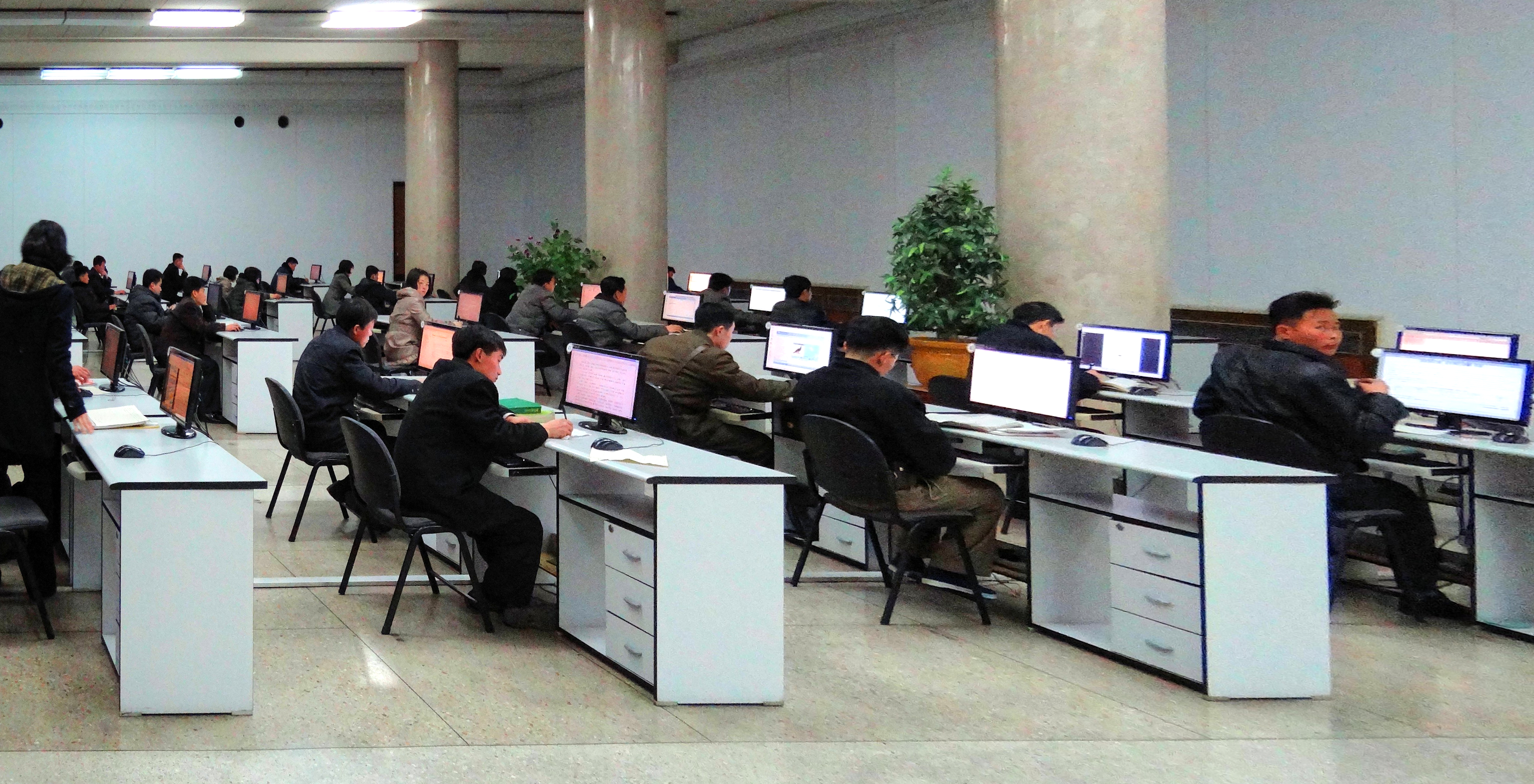
Aula d'informàtica al Gran Palau d'Estudis del Poble

Kwangmyong és un servei d'intranet de Corea del Nord creat a principis dels anys 2000. La xarxa utilitza dominis d'internet sota el domini de nivell superior .kp que sovint no són accessibles des de la xarxa d'internet global. A partir de 2016, Kwangmyong utilitza adreces IPv4 reservades per a xarxes privades en el rang 10.0.0.0/8, també conegut com a bloc de 24 bits tal com es defineix al document RFC 1918. Els nord-coreans sovint troben més convenient accedir als llocs per la seva adreça IP en lloc del nom de domini amb caràcters llatins. Igual que l'internet global, la xarxa allotja contingut accessible amb navegadors web i proporciona un motor de cerca intern. També ofereix serveis de correu electrònic i grups de discussió. Kwangmyong és gestionat pel Centre de Computació de Corea.